# Von (группа)
Von — блэк-метал-группа первой волны, родом из Сан-Франциско, США, Калифорния. Они считаются первой американской блэк-метал-группой, в значительной степени повлиявшей на весь жанр.

## История
Von сформировались в 1987 году Goat’ом (использующим в то время псевдоним Von) и Kill’ом. Также в группе присутствовал безымянный бас-гитарист, просуществовавший до отъезда в 1990 году. После отъезда басиста Goat и Snake сыграли один концерт в качестве дуэта. В начале 1991 года к группе присоединился Kill и трио записало свой первый демо-альбом Satanic Blood. В течение 1991—1992 Вон сыграл несколько концертов и записали ещё одно демо, Blood Angel, которое, несмотря на то что не было выпущено музыкантами, приобрело культовый статус. Группа распущена вскоре после выпуска Satanic Blood в 1992 году.
В 2003 Nuclear War Now! Productions выпустили Satanic Blood Angel, двойной CD компиляции группы демо-записи на одном компакт-диске, а запись живого шоу на другое. Кроме демо Satanic Blood, она остается единственным официальным релизом Von.
6 июня 2010 года группа воссоединилась для участия в Armageddon Fest.Также были выпущено несколько перезаписанных песен. Очень мало известно о участниках группы. Kill известен также как Джо Аллен из Abscess и Eatmyfuk, но личности трёх других участников Von остаются неизвестными для публики.

## Стиль
Von играли весьма упрощенный блэк-метал с короткими песнями, основанными на почти непрерывных бласт-битах (иногда в сопровождении ударных) с повторением только от одного до трех риффов, каждый из которых содержит три или четыре аккорда. Вокал — гроулинг, более характерный для дэт-метала, чем для блэка.
Von значительно опередили время, играя минималистский блэк-метал в то время, когда жанр практически не существовал, особенно на трэш-ориентированном Западном Побережье.

## Культ
Von получили культовый статус в блэк-метал андерграунде после роспуска группы, и многие записи Von считаются классическими и новаторскими. Многие блэк-метал-группы, такие как Dark Funeral, Enthroned, , Krieg , Taake, и Watain (которая была названа по одной из песен Von) делали кавер-версии песен Von или исполняли их на своих концертах. Кроме того, значительную роль в популярности Von (после распространения их демо) сыграл Варг Викернес, пришедший на судебное заседание в футболке с изображением альбома Satanic Blood.

## Имя группы
Многие ошибочно полагают, что имя группы — аббревиатура и расшифровывается как «Victory Orgasm Nazi(s)». Это связано с тем что Варг Викернес использовал это название в одном из своих интервью, поскольку журналист не мог правильно услышать название. По мнению музыкантов имя означает: «Ничего кроме образов Тьмы и Крови». По иронии судьбы слово «von» в некоторых скандинавских языках означает «надежда», чем собственно Von и являлись для скандинавской блэк-метал сцены.

## Дискография

### Альбомы
- Satanic Blood (2012)[11]
- Dark Gods: Seven Billion Slaves (2013)
- Dark Gods: Birth of the Architects (2017)[12]

### EP
- Satanic Blood (2010)

### Демо
- Satanic (1990)
- Satanic Blood (1992)
- Blood Angel (1992)

### Компиляции
- Satanic Blood Angel (2CD, 2003), Nuclear War Now! Productions компиляция работ, также существует версия от From Beyond Productions.

### DVD
- Satanic Blood Ritual (2010)